# Leonardo AW139
Leonardo AW139 (dříve Bell/Agusta AB139 a AgustaWestland AW139) je střední dvoumotorový víceúčelový vrtulník vyráběný italsko-britskou společností AgustaWestland. AgustaWestland AW139 je vrtulník klasické koncepce s pětilistým nosným rotorem a čtyřlistým vyrovnávacím rotorem. 
Je využíván jak pro civilní, tak pro vojenské účely. Výrobce nabízí řadu specializovaných verzí, například k přepravě osob (včetně VIP), k vojenskému transportu, hašení požárů, k misím SAR či k námořnímu hlídkování. K červenci 2015 výrobce prodal celkem 770 vrtulníků AW139 zákazníkům z 60 zemí. Do srpna 2016 bylo objednáno celkem 960 strojů tohoto typu. Do ledna roku 2021 bylo v provozu téměř 1 100 těchto vrtulníků.
Dalším vývojem vrtulníku vznikl zvětšený model nesoucí označení Leonardo AW149 ve vojenské a Leonardo AW189 v civilní verzi.

## Vývoj

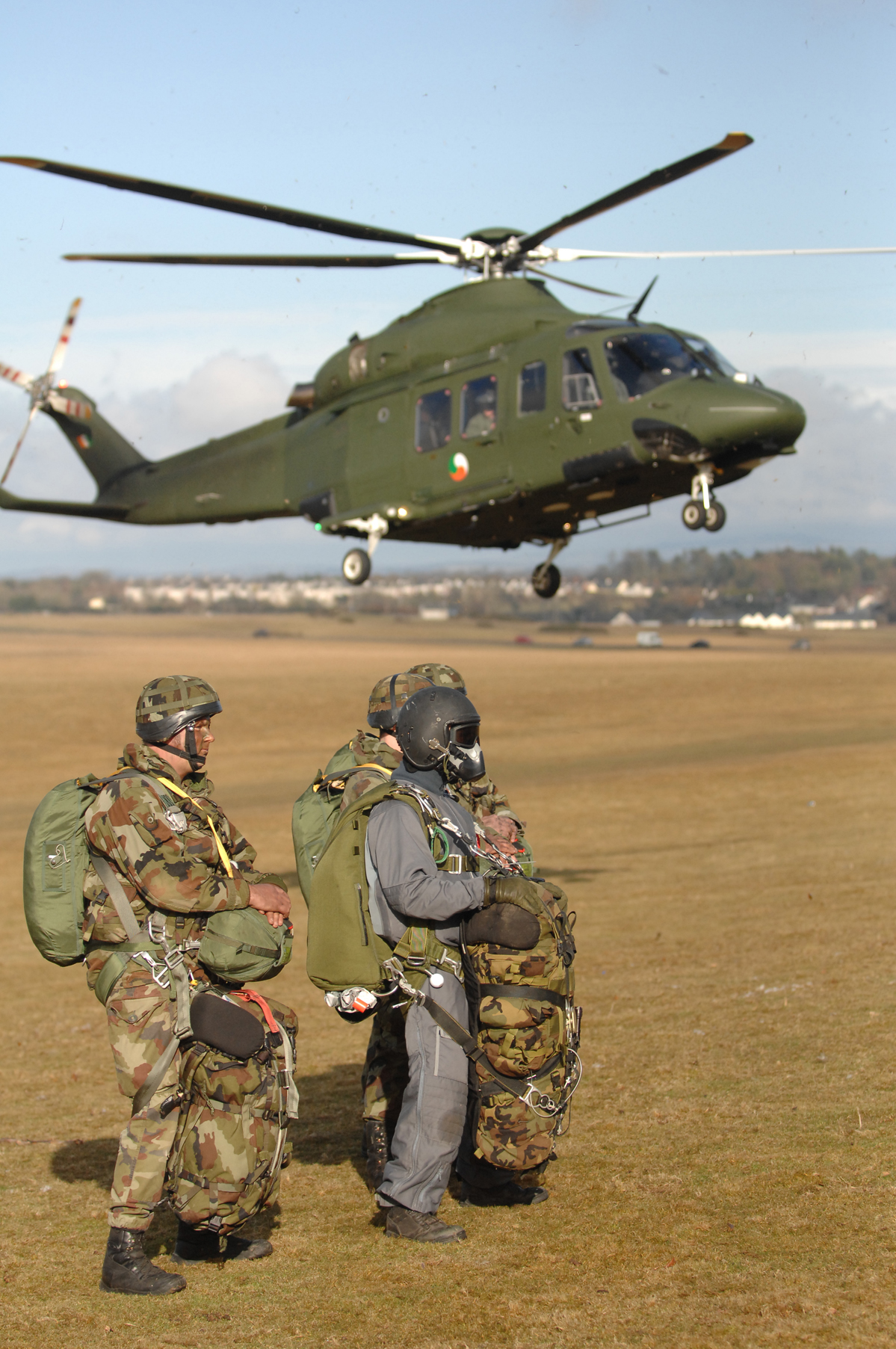
Irský AW139

Studijní práce na nástupci vrtulníků Bell, vyráběných společností Agusta v licenci jako typy AB-204 a AB-205, byly zahájeny v letech 1993–1995. Přímý vývoj nového vrtulníku Agusta-Bell AB139 začal v roce 1997 pod hlavičkou joint venture Bell/Agusta Aerospace Company (BAAC) v Cascina Costa. V září 1998 byl projekt předveden na letecké výstavě ve Farnborough. V roce 1999 se do projektu vložila společnost Bell Helicopter Textron. V létě roku 2000 začala na lince v Cascina Costa stavba prvního ze čtyř plánovaných prototypů (výr. č. 31000) určeného k pozemním testům. První let prototypu AB139 (31001) proběhl 3. února 2001 s posádkou Bruno Bellucci a Gabriele Zanazzo. Druhý létající prototyp (31002) byl zalétán 4. června 2001 a 22. října téhož roku následoval třetí exemplář. Evropské osvědčení o letové způsobilosti typ získal v roce 2003 a americké podle předpisů JAR/FAR 29 dne 20. prosince 2004. První sériový stroj byl zalétán 24. června 2002. V roce 2005 Bell z projektu odstoupil a typové označení nového vrtulníku se změnilo na definitivní AW139. Vrtulník se výrazně prosadil v civilním sektoru, přičemž výrobce vyvinul i jeho ozbrojenou verzi LBH (Light Battlefield Helicopter). Ozbrojená verze vrtulníku se například neúspěšně účastnila amerického programu LUH (Light Utility Helicopter), ve kterém zvítězil konkurenční typ EC 145 vyráběný jako UH-72 Lakota. Ještě v roce 2016 se AgustaWestland přejmenovala na Leonardo a její vrtulník na Leonardo AW139.
Prvním vojenským uživatelem typu se stal Irský vzdušný sbor, který v roce 2004 objednal šest strojů. V Irsku vrtulníky AW139 slouží především pro mise SAR a přepravu VIP. V roce 2005 objednaly Spojené arabské emiráty 12 vrtulníků, opět ve verzi pro mise SAR. Stejnou specializaci přitom má rovněž 18 vrtulníků objednaných roku 2008 ozbrojenými silami Kataru, ke kterým byly později přiobjednány tři kusy v lékařské záchranné verzi.
V roce 2011 byla představena nová vojenská verze AW139M (Military), která byla posléze nabídnuta USA do programu CVLSP (Common Vertical Lift Support Program). Prvním uživatelem verze AW139M se stalo italské letectvo, které objednalo 10 kusů označených HH-139A. Vrtulníky slouží primárně k misím SAR.
Dalším militarizovaným derivátem vrtulníku je Boeing/Leonardo MH-139A Grey Wolf, objednaný americkým letectvem pro ochranu jaderných zbraní na území USA. Byl zamýšlen jako náhrada typu Bell UH-1N Huey, sloužícího od 70. let 20. století. Mezi jejich úkoly patří ochrana základen balistických raket, ochrana přepravy jaderného materiálu, přeprava a evakuace VIP osob v případě krize. MH-139A v soutěži porazil derivát typu UH-60 Black Hawk s označením HH-60U. Velitelství letectva pro globální údery převzalo první vrtulníky MH-139A v roce 2019. Vývoj vrtulníku provázejí průtahy a výrazný nárůst nákladů. Ještě v roce 2024 tak neměl dokončen vývoj a certifikaci. Původně byla plánována stavba 84 vrtulníků, avšak v roce 2024 byl jejich počet snížen na 42. Zároveň byl na tři snížen počet základen Grey Wolfů. MH-139A tak budou vybaveny letky starající se o ochranu raketových základen, ale ostatní úkoly zůstanou na UH-1N.

## Konstrukce

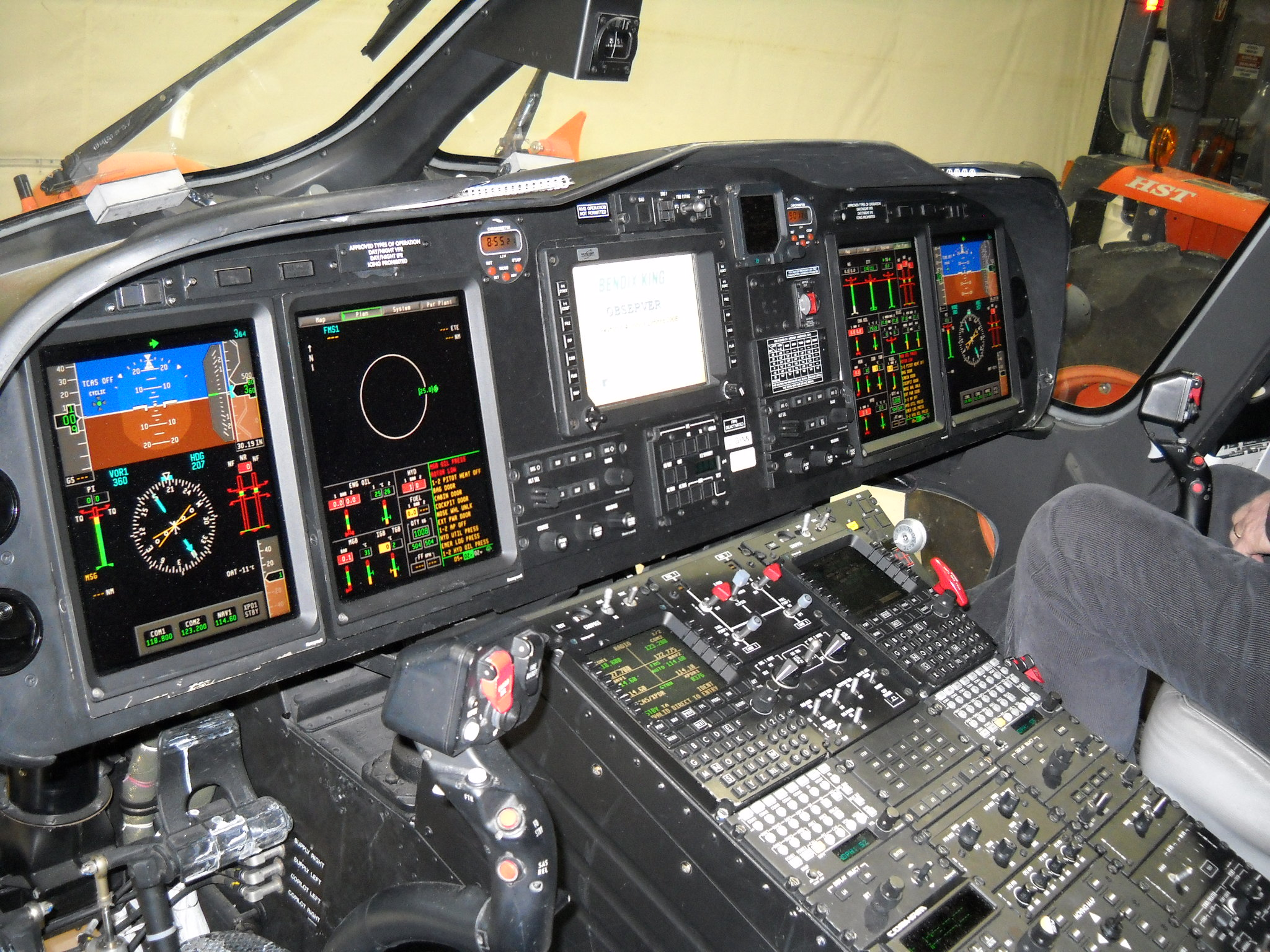
Kokpit AW139

Jedná se o vrtulník klasické koncepce s pětilistým nosným rotorem a čtyřlistým vyrovnávacím rotorem o průměru 2,65 m. Posádku vrtulníku tvoří dvě osoby. Tzv. skleněný kokpit je osazen čtveřicí digitálních obrazovek AMLCD Honeywell Primus Epic. Prostorná kabina vrtulníku má objem 8 m3 a pojme až 15 osob nebo osm vyzbrojených vojáků. Vrtulník pohánějí dva turbohřídelové motory Pratt & Whitney Canada PT6C-67C o výkonu 1252 kW. Motory jsou vybavené digitálním systémem řízení běhu FADEC. Stroj je vybaven hydraulicky zatahovacím podvozkem příďového typu společnosti Liebherr Aerospace.

## Uživatelé (vojenští, výběr)
Austrálie
- Australian Army Aviation[9]

 Bangladéš

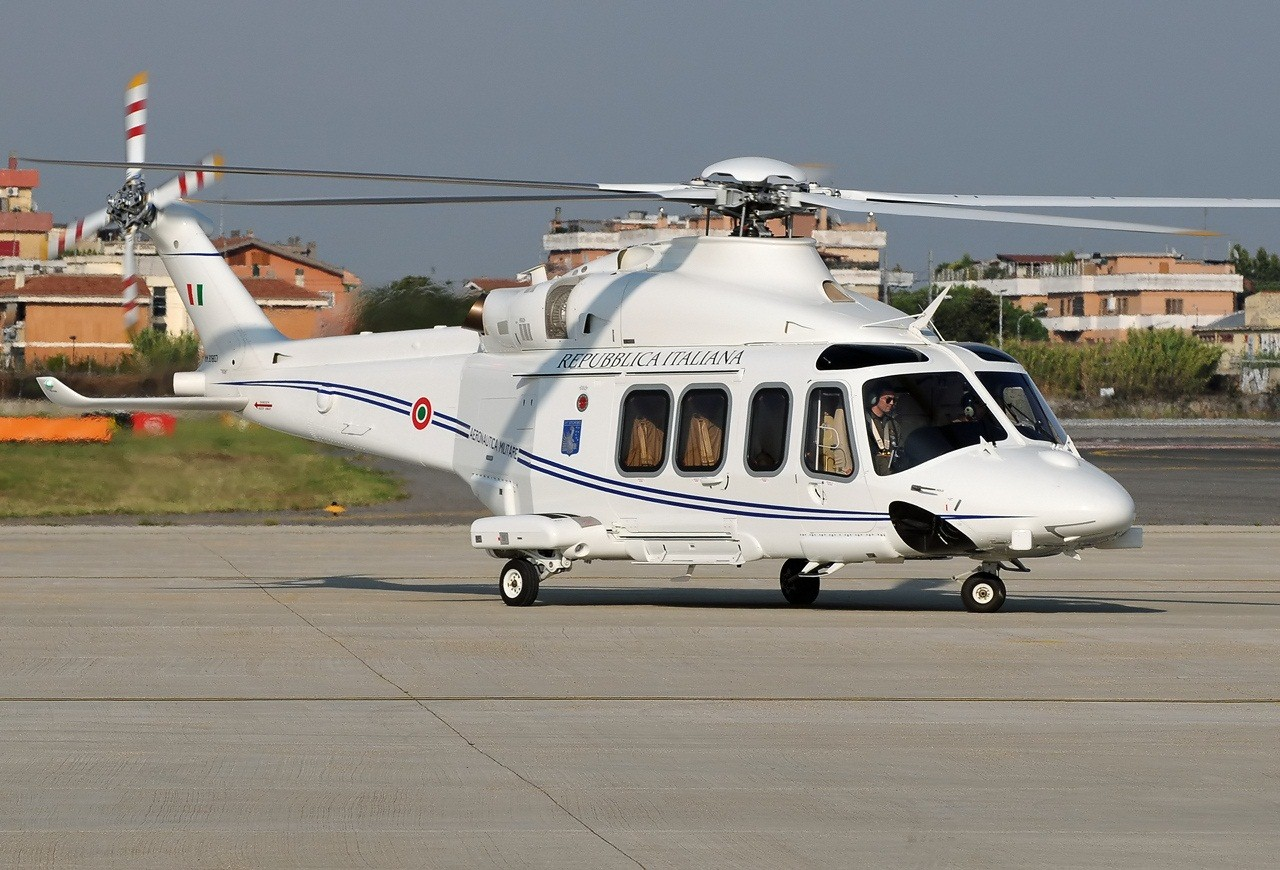
AW139 italského letectva

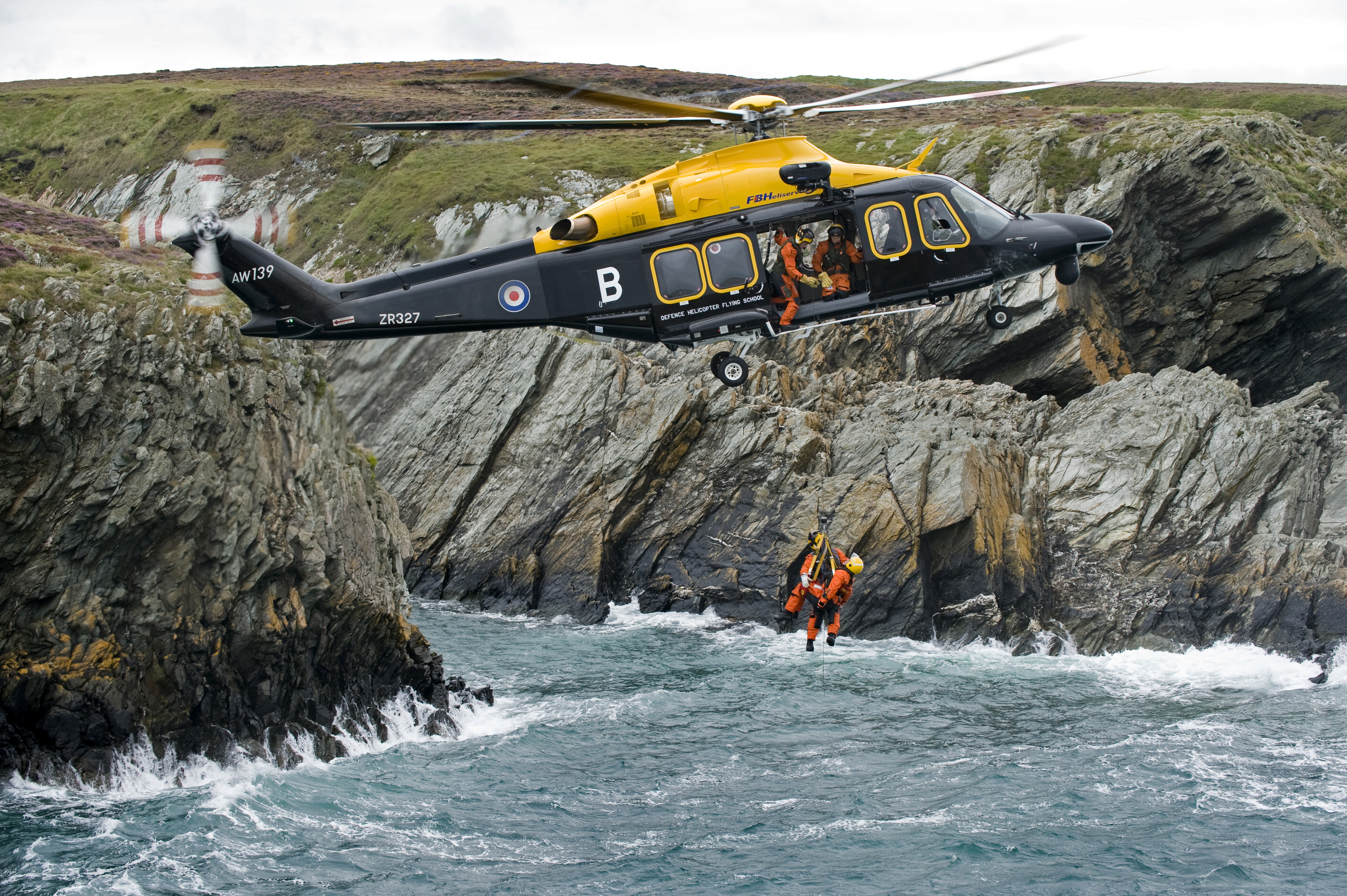
Britský AW139 ve verzi SAR

- Bangladéšské letectvo – 2 kusy ve verzi SAR. Dodávka proběhla do konce roku 2015.[2]

 Egypt
- Egyptské letectvo – 2 kusy ve verzi SAR.[10]

 Irsko
- Irský letecký sbor – 6 kusů ve verzi SAR.

 Itálie (K srpnu 2016 odebraly všechny italské státní složky 41 strojů AW139)
- Italské letectvo – 10 kusů ve verzi HH-139A.[11]
- Italská policie
- Guardia di Finanza
- Italská pobřežní stráž – 12 kusů pro mise SAR.[3]

 Katar
- Katarské letectvo – 18 kusů ve verzi SAR a 3 kusy v záchranné lékařské verzi.[6]

 Spojené arabské emiráty
- Letectvo Spojených arabských emirátů – 12 kusů ve verzi SAR.

 Spojené státy americké
- United States Air Force (Pod označením MH-139 Grey Wolf objednáno 84 kusů, přejímaných od prosince 2019.)[12]

## Specifikace (AW139)

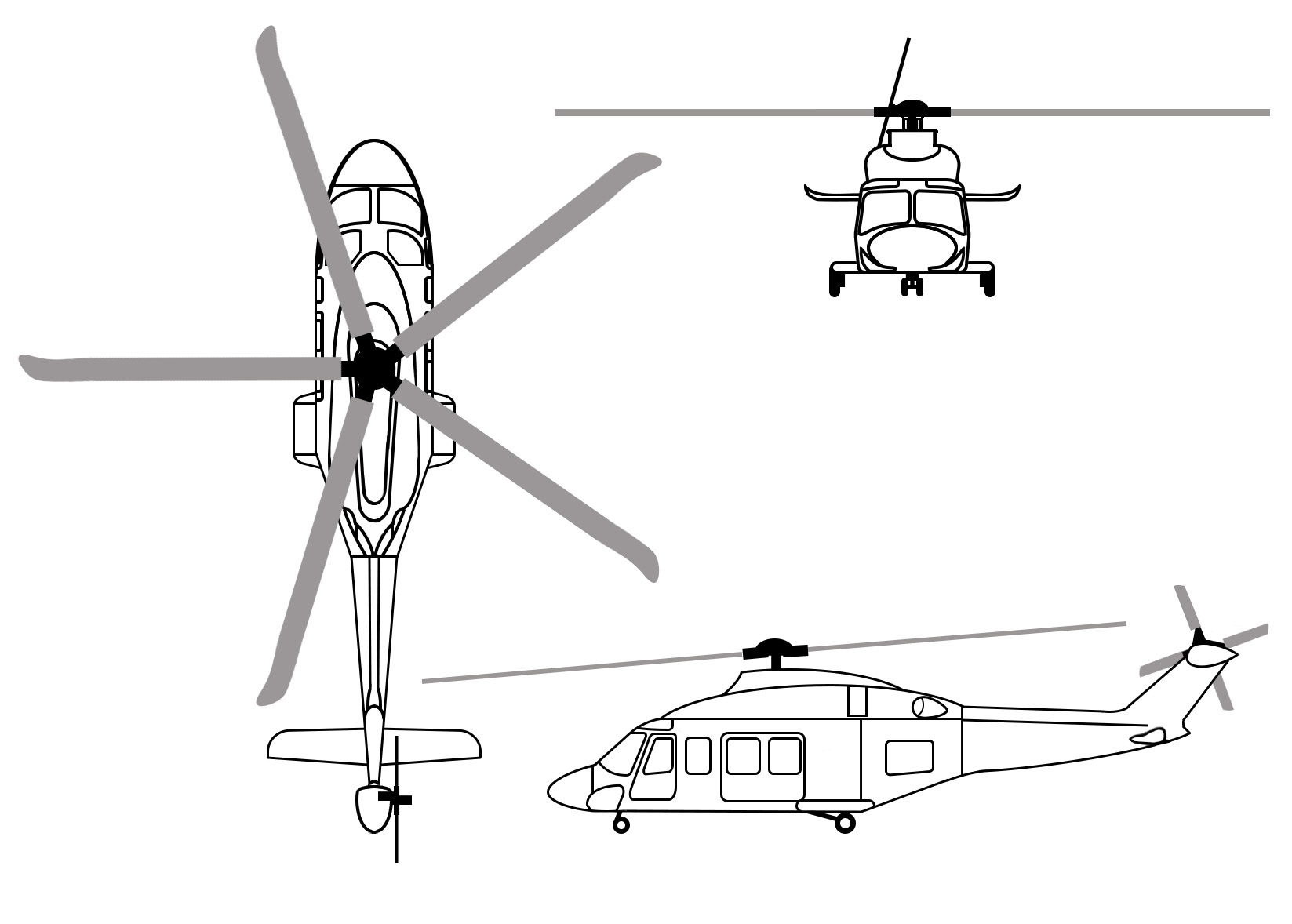
Třípohledový nákres AW139

### Technické údaje
- Posádka: 2 piloti, až 15 osob
- Délka: 16,66 m (celková)
- Průměr nosného rotoru: 13,80 m
- Výška: 4,99 m (celková)
- Užitečné zatížení: 2670 kg
- Vzletová hmotnost: 6400 kg
- Pohonná jednotka: 2× turbohřídelový motor Pratt & Whitney Canada PT6C-67C
- Výkon pohonných jednotek: 1252 kW

### Výkony
- Cestovní rychlost: 306 km/h
- Dolet: 1250 km
- Statický dostup: 4682 m (s vlivem země)
- Statický dostup: 2478 m (bez vlivu země)
- Praktický dostup: 6096 m
- Stoupavost: 10,9 m/s